# チャ・ジュノ
チャ・ジュノ（朝: 차준호、中: 車俊昊、英: Cha Junho、2002年7月9日 - ）は、韓国の歌手。「DRIPPIN」のメンバー。Woollimエンターテインメント所属。2019年から2020年まで男性アイドルグループ「X1」のメンバーとして活動していた。身長178cm。体重63kg。

## 来歴

### 2019年
5月3日から7月19日まで韓国の音楽専門チャンネルMnetで放送されたオーディション番組『PRODUCE X 101』に出演し、最終順位9位でデビューメンバーに選抜。韓国の男性アイドルグループ「X1 (エックスワン)」のメンバーとして、8月27日にミニアルバム『비상(飛翔)：QUANTUM LEAP』でデビュー。活動期間は5年（専任期間2年半、兼任期間2年半）の予定であった。

### 2020年
1月6日、「PRODUCEX 101」の不正疑惑により、X1の解散を発表した。解散後はWoollimエンターテインメントに戻り、Woollim Rookiesの一員として練習生の活動を再開した。3月28日、WOOLLIM THE LIVE YouTubeチャンネルにて男性ボーカルデュオOne More Chanceの「널 생각해 (I Think About You)」のカバー動画を公開。5月31日、Woollimエンターテインメント所属アーティストによるユニット「With Woollim」の楽曲『이어달리기 (Relay)』に参加。10月にはWoollim Rookiesの活動を経て、7人組ボーイズグループ「DRIPPIN」のメンバーとしてデビューした。

## ディスコグラフィ

### PRODUCE X 101
- 2019年3月21日 - X1-MA - 「_지마 (X1-MA)」
- 2019年5月25日- PRODUCE X 101 - 「BOSS」
- 2019年6月8日 - PRODUCE X 101 -「너를 만나」
- 2019年7月5日 - PRODUCE X 101 - 31 Boys 5 Concepts - 「UGOT IT」(GOT U名義)
- 2019年7月20日 - PRODUCE X 101 - FINAL - 「To My World」「꿈을 꾼다 (Dream For You)」

### 参加楽曲
- 2020年5月31日「이어달리기 (Relay)」- With Woollim (ソンギュ(INFINITE), Lovelyz, Golden Child, Rocket Punch, Woollim Rookies)

## 出演

### TV
- PRODUCE X 101（2019年5月3日 - 7月19日、Mnet）[2]